# Oh, Daddy! (film 1921)
Oh, Daddy! è un cortometraggio muto del 1921 prodotto e diretto da Eddie Lyons.

## Produzione
Il film fu prodotto dall'Eddie Lyons Comedies.

## Distribuzione
Distribuito dall'Arrow Film Corporation, il film - un cortometraggio di due bobine - uscì nelle sale cinematografiche USA il 10 dicembre 1921.